# Макійчукове
Макійчуко́ве — зупинний пункт Коростенського напрямку Київської дирекції залізничних перевезень Південно-Західної залізниці. Розташована поряд із селом Пилиповичі.
Платформа розміщується між залізничною станцією Клавдієво (відстань — 6 км) та залізничною станцією Бородянка (відстань — 4 км).
Лінія, на якій розташована платформа, відкрита 1902 року як складова залізниці Київ — Ковель. Платформа відкрита для пасажирського руху у 1958 році. Колишня назва — 53 км. Назва на честь партизана Миколи Павловича Макійчука (1918—1943) — с 1950-х років. Сучасного вигляду платформа набула після 1968 року, коли було електрифіковано лінію Клавдієво — Тетерів.